# 조정현 (희극인)
조정현(曺正鉉, 1958년 11월 25일 ~ )은 대한민국의 코미디언이다. 현재는 자신의 이름을 딴 정현탑웨딩홀의 회장을 맡고 있다.

## 학력
- 동국대학교 연극영화과 (학사)

## 생애
1958년 11월 25일에 2남 2녀 중 넷째로 태어났다. 안양예술고등학교 연극영화과를 거쳐 동국대학교 연극영화과를 졸업했다. 1980년에는 동양방송 개그콘테스트로 데뷔했고 이듬해 1981년 문화방송에 자리를 옮기면서 활동했다.

## 데뷔
- 1980년 TBC 동양방송 개그콘테스트
- 1981년 MBC 문화방송 개그콘테스트 이동

## 출연

### 방송
- 1984년 ~ 1988년 《청춘만만세 - 공작 클럽》
- 1985년 ~ 1986년 《일요일 밤의 대행진》 by 《일요일 일요일 밤에》 - 풍자 한마당, 헬로우 일지매
- 1988년 ~ 1992년 《청춘행진곡》 - 우리 집 남자는 아무도 못말려
- 1995년 ~ 1999년 《테마게임》

### 영화
- 1986년 《납자루떼》... 청년 1 역
- 1987년 《팔도 주방장》... 전주 주방장 역
- 1987년 《성 리수일뎐》
- 1988년 《칠소여복성》
- 1991년 《도시에 나타난 검객 산지니》... 검객 역
- 1991년 《항구에 나타난 검객 산지니》... 검객 역
- 1992년 《서커스단에 나타난 검객 산지니》... 검객 역
- 1992년 《정신나간 유령》... 봉창 역
- 1992년 《맹구 짱구 스트리트 파이터》

### CF
- 1985년 롯데제과 롯데 가위바위보 (With. 서세원, 김도연)
- 1985년 롯데제과 롯데 팥빙고 (With. 채시라, 장두석)
- 1985년 삼양식품 오복탕면과 삼미우동 ("청춘만만세 - 공작 클럽" 팀으로 출연)
- 1986년 오리온 오리온 초코파이 ("일요일 밤의 대행진 - 풍자 한마당" 팀으로 출연)
- 1986년 해태제과 해태 미스타 오징어 ("일요일 밤의 대행진 - 풍자 한마당" 팀으로 출연)
- 1986년 대일화학 대일시프 (Feat. 이경규)
- 1987년 롯데제과 롯데 물총차
- 1989년 롯데제과 ABC 초콜렛 (MBC 코미디언 식구들과 함께 출연)
- 1990년 비락 비락 일품 단팥죽